# Marta Stępień
Marta Magdalena Stępień (sinh ngày 11 tháng 3 năm 1994) là một người mẫu và hoa hậu người Canada gốc Ba Lan, cô đã đăng quang cuộc thi Hoa hậu Quốc tế Canada 2017 và Hoa hậu Hoàn vũ Canada 2018. Cô đại diện cho Canada tại cuộc thi Hoa hậu Quốc tế 2017 tại Tokyo, Nhật Bản. Cô cũng đại diện cho Canada tại cuộc thi Hoa hậu Hoàn vũ 2018 tại Bangkok, Thái Lan, nơi cô lọt vào top 10 chung cuộc.

## Cuộc sống
Stępień sinh ra ở Warsaw, Ba Lan và lớn lên ở Windsor, Ontario. Cô là sinh viên ngành Công nghệ Kỹ thuật Y sinh tại St. Clair College và là một nhà nghiên cứu ứng dụng. Cô nói tiếng Pháp, tiếng Ba Lan, tiếng Đức và tiếng Anh. Cô cũng là một người mẫu chuyên nghiệp.
Năm 2021, cô kết hôn với doanh nhân Rodrigo Herrera.

## Hoa hậu Hoàn vũ Canada 2017
Stępień kết thúc với vị trí Á hậu 1 tại Hoa hậu Hoàn vũ Canada 2017 đại diện cho Thượng Canada. Trong khi đó, người chiến thắng chính thức là Lauren Howe đến từ tỉnh Ontario đăng quang với tư cách là người chiến thắng năm 2017 và tham dự Hoa hậu Hoàn vũ 2017 tại Las Vegas, Hoa Kỳ. Cô lọt vào Top 10.

## Hoa hậu Quốc tế 2017
Stępień đại diện cho Canada tại cuộc thi sắc đẹp Hoa hậu Quốc tế 2017 ở Tokyo, Nhật Bản nhưng may mắn không đến với cô khi không có mặt trong Top 15. Cuộc thi đã giành chiến thắng bởi Kevin Lilliana nguời Indonesia.

## Café Reinado Internacional del Café 2018
Stępień cũng đại diện cho đất nước của mình tại Reinado Internacional del Café 2018 ở Colombia, nơi cô kết thúc với tư cách là Virreina đến Carmen Serrano của Tây Ban Nha.

## Hoa hậu Hoàn vũ Canada 2018
Stępień đại diện cho Nam Ontario đã đăng quang cuộc thi Hoa hậu Hoàn vũ Canada 2018 tại George Weston Recital Hall, Toronto Centre for the Arts vào ngày 18 tháng 8 năm 2018. Cô đã vượt lên hoa hậu trong cuộc thi Hoa hậu Hoàn vũ Canada 2017, Lauren Howe.

## Hoa hậu Hoàn vũ 2018
Stępień đại diện Canada tại Hoa hậu Hoàn vũ 2018 tại Bangkok, Thái Lan. Cô lọt vào top 10 trong số 94 thí sinh.